# کونستانتینوس اکونومیدیس
کونستانتینوس اکونومیدیس (یونانی: Κωνσταντίνος Οικονομίδης؛ زادهٔ ۲ نوامبر ۱۹۷۷) یک تنیس‌باز اهل یونان است.